# The Hills (telessérie)
The Hills é um reality show da MTV estadunidense que documentou a vida de um grupo de amigas em Los Angeles, Estados Unidos. The Hills é uma série derivada de Laguna Beach: The Real Orange County, e sua canção-tema é "Unwritten", de Natasha Bedingfield.
Foi exibida entre 31 de maio de 2006 e 13 de julho de 2010. O reality show conta com 102 episódios e 6 temporadas no total. No Brasil o programa foi exibido no canal Multishow e em Portugal na MTV Portugal.
A MTV trouxe de volta o reality show, agora com o nome de The Hills: New Beginnings (The Hills: Novo começo), o programa acompanha o elenco original, a maioria na casa dos 30 anos anos, casados e com filhos. A série voltou a ser exibida em 24 de Junho de 2019. A segunda temporada vai ser exibida em 2020.

## Sinopse
Um dos reality shows mais populares da TV americana, The Hills é um spin-off de Laguna Beach: The Real Orange County. Produzido pela MTV, a série acompanha Lauren Conrad em sua mudança para Los Angeles, onde cursa moda no Fashion Institute of Design and Merchandising, trabalha em uma revista adolescente e ainda arranja tempo para as amigas e os namorados. Com tantos compromissos em sua agenda, Lauren precisa de todo o apoio de suas amigas: Heidi Montag, com quem divide o apartamento; Whitney Port, que ela conheceu durante o estágio na revista "Teen Vogue"; e Audrina Patridge, sua vizinha. Lauren precisa equilibrar a faculdade, o estágio, e sua agitada vida pessoal. E isso não será nada fácil, afinal, Lauren está apenas começando a conhecer o estilo de vida sofisticado na cidade que mais valoriza as aparências.

## Elenco original (protagonistas)
- Lauren Conrad (1ª a 5ª temporada)
- Heidi Montag (1ª a 6ª temporada)
- Audrina Patridge (1ª a 6ª temporada)
- Whitney Port (1ª a 4ª temporada)
- Kristin Cavallari (5ª e 6ª temporada)
- Lo Bosworth (2ª a 6ª temporada)
- Stephanie Pratt (3ª a 6ª temporada)

## Episódios
| Temporada | Episódios | Episódios | Transmissão MTV US     | Transmissão MTV US     |
| Temporada | Episódios | Episódios | Estreia                | Última transmissão     |
| --------- | --------- | --------- | ---------------------- | ---------------------- |
| 1         | 10        | 10        | 31 de maio de 2006     | 2 de agosto de 2006    |
| 2         | 12        | 12        | 15 de janeiro de 2007  | 2 de abril de 2007     |
| 3         | 28        | 28        | 13 de agosto de 2007   | 12 de maio de 2008     |
| 4         | 20        | 20        | 18 de agosto de 2008   | 22 de dezembro de 2008 |
| 5         | 20        | 10        | 6 de abril de 2009     | 31 de maio de 2009     |
| 5         | 20        | 10        | 29 de setembro de 2009 | 1 de dezembro de 2009  |
| 6         | 12        | 12        | 27 de abril de 2010    | 13 de julho de 2010    |

## The City
Após se mudar de Los Angeles para Nova York, Whitney Port ganhou seu próprio reality show chamado The City, que segue a mesma linha de "The Hills".

## Kell on Earth
Kelly Cutrone, a chefe de Lauren Conrad, Whitney Port e Stephanie Pratt em The Hills, ganhou um spin-off chamado Kell on Earth onde é mostrado o dia-dia de sua empresa em Nova York, a "Peoples Revolution". 

## Audrina
Audrina Patridge também tem um spin-off de The Hills chamado "Audrina". Neste reality show é mostrado sua vida pessoal ao lado de sua família.

## Made In Chelsea
Após o fim de The Hills, Stephanie Pratt entrou no reality show britânico "Made In Chelsea", que segue a linha de narração de The Hills mas se passa em Londres. Stephanie começou sua participação no reality a partir da 6ª Temporada (2013).

## Very Cavallari
Em 2018 o canal americano E! estreou o reality show "Very Cavallari!", focado na vida de Kristin Cavallari com seu marido Jay Cutler e seus 3 filhos (Camden, Jaxon e Saylor), filmado na cidade de Nashville no Tennessee (Estados Unidos).

## The Hills: New Beginnings
Com estreia em 24 Junho de 2019, "The Hills: New Beginnings", acompanha o elenco original, a maioria na casa dos 30 anos anos, casados e com filhos.  O fato da maioria do elenco ter apoiado a ideia de voltar também ajudou na decisão da MTV para o ‘revival’ do sucesso dos anos 2000.

## Siesta Key
Visando o sucesso da saga The Hills a MTV lançou o reality show Siesta Key que segue a linha de narração de The Hills e Laguna Beach.